# Dr. No
A Dr. No a James Bond filmsorozat legelső része, amely 1962-ben készült Terence Young rendezésében. A híres Bond filmek Ian Fleming regényei alapján készültek, a Dr. No Fleming hatodik könyve volt, amit 1958-ban írt. A film főszereplője Sean Connery, skót színész, aki a film után még hat alkalommal játszotta el a titkosügynököt. Honey Rydert, Bond barátnőjét Ursula Andress alakítja, az ellenségét Dr. No-t pedig Joseph Wiseman.
A film a MGM megbízásából készült.

## Történet
|  | Alább a cselekmény részletei következnek! |

Az amerikai kormány milliós rakétaprogramját szabotálták, a drága szerkezet pedig a dzsungel közepén kötött ki. A brit titkosszolgálat is részt vesz a nyomozásban, ügynöküket, John Strangways-t azonban megölik titkárnőjével együtt. James Bond, a 007-es ügynök Jamaicára utazik, hogy nyomok után kutasson. A nyomozás során Bond találkozik barátokkal és ellenségekkel, akikeket azonban nehéz megkülönböztetni egymástól. Bondnak egy este sikerül eljutnia a kísérteties Crab Key szigetére, amit a sziget ura Cerberusként őriztet. James másnap reggel a parton megpillantja Honey Rydert, egy gyönyörű kagylógyűjtő lányt, akivel ezután összefonódik a sorsa. 007 és a Honey végül találkoznak a tudóssal, Dr. Julius No-val a SPECTRE aktivistájával, aki azért térítette el a rakétákat, hogy demonstrálja szervezete erejét. Hiába zárja Bondot börtönbe, a kém megszökik, és szabotálja Dr. No tervét. Végső harcukban a tudós a saját radioaktív medencéjébe esik, Bond pedig elmenekül Ryderrel.
|  | Itt a vége a cselekmény részletezésének! |

## Szereplők
| Szereplő               | Színész              | Magyar hang      |
| ---------------------- | -------------------- | ---------------- |
| James Bond (007)       | Sean Connery         | Vass Gábor       |
| Honey Ryder            | Ursula Andress       | Söptei Andrea    |
| Dr. No                 | Joseph Wiseman       | Tolnai Miklós    |
| Felix Leiter           | Jack Lord            | Végh Péter       |
| M                      | Bernard Lee          | Makay Sándor     |
| Dent professzor        | Anthony Dawson       | Izsóf Vilmos     |
| Miss Taro              | Zena Marshall        | Orosz Anna       |
| Quarrel                | John Kitzmiller      | Varga Tamás      |
| Sylvia Trench          | Eunice Gayson        | Prókai Annamária |
| Miss Moneypenny        | Lois Maxwell         |                  |
| felügyelő              | William Foster-Davis | Melis Gábor      |
| Jones                  | Reggie Carter        | Galbenisz Tomasz |
| Pleydell-Smith         | Louis Blaazer        | Galkó Balázs     |
| kommunikációs elöljáró | Maxwell Shaw         | Csuha Lajos      |

## Díjak és jelölések
- Golden Globe-díj (1964)
  - díj: Golden Globe-díj a legjobb női első szereplésért (Ursula Andress)

## Érdekességek
- Fleming története szerint Dr Julius No egy gazdag kereskedő családból való kínai férfinek és egy német misszionárius lányának a fia, neve tehát kínai vezetéknév és nincs köze a no/nem szóhoz.[2]